# Ernst Ehrenbaum
Ernst Ehrenbaum (* 20. Dezember 1861 in Perleberg; † 6. Mai 1942 in Marburg an der Lahn) war ein deutscher Biologe. Sein Spezialgebiet war die Meereskunde.

## Leben
Nach dem Abitur in Perleberg studierte er 1879 bis 1884 Zoologie in Berlin, Würzburg und Kiel. Er promovierte im Jahr 1884 bei Karl August Möbius über die Struktur der Muschelschalen. Nach dem Staatsexamen war er zunächst in Kiel im Schuldienst tätig.
Ab 1888 war er, auf Initiative von Walther Herwig, Leiter der Wanderstation des Deutschen Seefischerei-Vereins an der Nordsee, die Untersuchungen an den zeitlich befristeten Standorten Dollart, Carolinensiel, Cuxhaven und Finkenwerder durchführte. Vier Jahre darauf, im Jahr 1892, wurde er als Assistent, später als Wissenschaftlicher Mitarbeiter für Seefischerei an die Biologische Anstalt Helgoland berufen. Hier wurde er später auch Kustos für Seefischerei.
1900 wurde er zum Professor ernannt und 1910 auf Vorschlag von Hans Lübbert an das Naturhistorische Museum in Hamburg berufen, wo er die neu eingerichtete Fischereibiologische Abteilung leitete. 1920 wurde er ordentliches Mitglied der Deutschen Wissenschaftlichen Kommission für Meeresforschung; ab 1929 war er ihr stellvertretender Vorsitzender. Am International Council for the Exploration of the Sea (ICES) war er von 1926 bis 1936 tätig.
1931 ging er in den Ruhestand. Am 19. Dezember 1931 wurde ihm zu Ehren im Museum für Völkerkunde eine Festveranstaltung gegeben. Er war zunächst weiter in zahlreichen Ehrenämtern tätig, 1934 wurde er korrespondierendes Mitglied der Zoological Society of London.
Nach der Machtergreifung 1933 verlor Ehrenbaum viele seiner Ehrenämter. Ehrenbaums Vater war einst vom Judentum zum Protestantismus konvertiert. Im NS-Staat galt Ernst Ehrenbaum als Jüdischer Mischling. Sowohl bei der seit 1910 zusammen mit Hans Lübbert herausgegebenen Zeitschrift “Fischerbote” als auch bei der Fischereizeitschrift “Der Fischmarkt” konnte er nicht mehr tätig sein. Aus der Deutschen Wissenschaftlichen Kommission für Meeresforschung wurde er 1936 ausgeschlossen. Die Herausgabe des “Handbuchs der Seefischerei Nordeuropas”, die er zusammen mit Hans Lübbert seit 1926 innehatte, wurde ihm ab 1938 verboten.

## Werke (Auswahl)
- Karl Heinz Lüling: Veröffentlichungen von Professort Ernst Ehrenbaum. In: Heinrich Lübbert: Ernst Ehrenbaum †. In: Berichte der Deutschen Wissenschaftlichen Kommission für Meeresforschung, NF Bd. XI (1942/49), Heft 4, S. 434–442, hier S. 437–442
- Untersuchungen über die Struktur und Bildung der Schale der in der Kieler Bucht häufig vorkommenden Muscheln. Zeitschrift für wissenschaftliche Zoologie, 1884
- als Mitherausgeber: Handbuch der Seefischerei Nordeuropas 1928–1938, mit Eigenbeiträgen, darin auch Bd. 2: Naturgeschichte und wirtschaftliche Bedeutung der Seefische Nordeuropas, 1936